# NGC 3207
NGC 3207 je mogući kvazar u zviježđu Velikom medvjedu.

## Vanjske poveznice
- SEDS: NGC 3207
- (eng.) Revidirani Novi opći katalog
- (eng.) Izvangalaktička baza podataka NASA-e i IPAC-a
- (eng.) Astronomska baza podataka SIMBAD
- (eng.) VizieR